# Неаполитанское мороженое
Неаполитанское мороженое («Князь Пюклер» (Fürst-Pückler-Eis, demi-glace à la Pückler) — разновидность мороженого, представляющая собой три различных сорта мороженого, замороженного совместно.
По распространённой версии, своим названием мороженое обязано многочисленным итальянским эмигрантам, которые в большом количестве стали уезжать в Америку в конце XIX века. Среди них были выходцы из Неаполя, начавшие изготавливать в Новом Свете Неаполитанское мороженое. В 1870-е годы американцы узнали о спумоне — другой разновидности мороженого, сделанного из нескольких разноцветных слоёв, как раз через неаполитанское мороженое. Первоначально итальянцы делали своё «мороженое Неаполя» в виде цветов флага Италии. Для этого использовалось фисташковое, ванильное и клубничное мороженое, дававшее соответственно зелёный, белый и красный цвета сладкому изделию. Однако со временем стала более популярной иная версия мороженого, которое принято называть неаполитанским. В современном (и давно устоявшемся) варианте неаполитанское мороженое изготавливается из комбинации шоколадного, ванильного и клубничного мороженого.

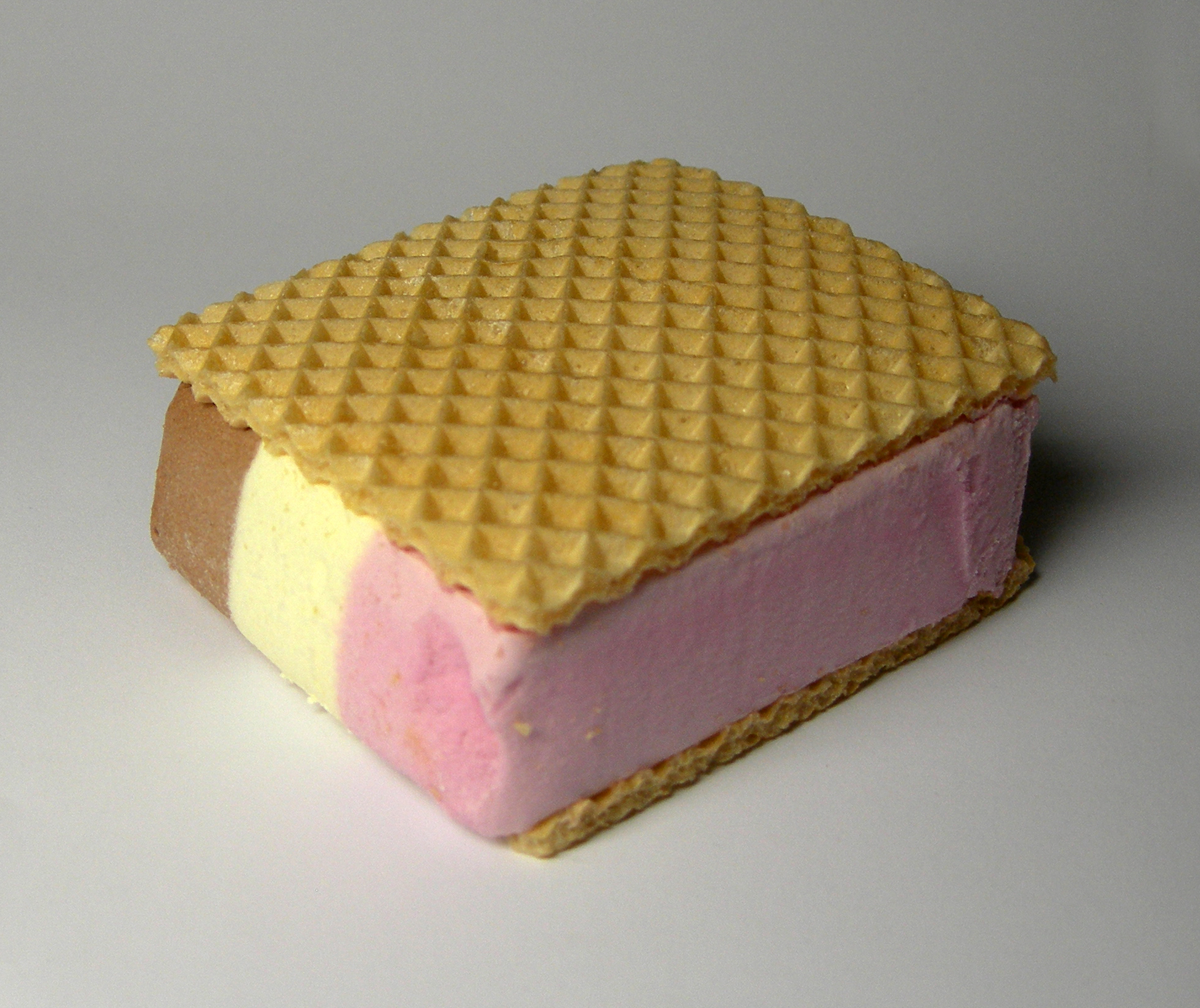
Порционный «Фюрст Пюклер»

Согласно немецким источникам, наиболее ранний рецепт приготовления этого вида мороженого принадлежит придворному повару и кондитеру Прусского королевского двора Луи-Фердинанду Юнгиусу. В 1839 году он в своей «Книге поварского искусства» с восхищением описывает это состоящее из трёх слоёв сливочное мороженое. Своё немецкое название мороженое получило в честь князя (фюрста) Германа фон Пюклер-Мускау (1785—1871).
Основными составляющими «Фюрста Пюклера» были взбитые сливки, сахар и свежие фрукты, которые в зимнее время заменялись конфитюром. Всё это нарезалось слоями, из-за высокого содержания жиров в сливках мороженое замораживалось лишь наполовину. Позднее в развитие этого рецепта выделилось производство из шоколадного, ягодного (клубничного или малинового) и ароматизированного ликёром мараскин макрун — мороженого. В настоящее время макруны как сырьё более не используются, и «Фюрст Пюклер» имеет вид комбинации из трёх слоёв — шоколадного, ягодного (чаще всего клубничного) и ванильного сортов. Весьма популярным является порционное мороженое из этих трёх слоёв, проложенных между двумя вафлями. В промышленном производстве мороженого в Германии, Австрии и Швейцарии также используется обозначение «по рецепту князя Пюклера» (nach Fürst-Pückler-Art).